# Józef Karol Horodyński
Józef Karol Horodyński (ur. 1790 w Dąbrowie, zm. 1871 w Grodnie) – pułkownik wojsk Księstwa Warszawskiego i Królestwa Polskiego, sędzia pokoju okręgu siennickiego.

## Życiorys
Ojciec Józefa Karola – Franciszek był generałem-adiutantem na dworze, a dziadek Karol Bożydar był pułkownikiem w czasach króla Stanisława Augusta; matką była Katarzyna z d. Ochocka. Pierwsze nauki pobierał w gimnazjum rzeszowskim i we Lwowie. 
W 1809 wstąpił do wojska i pobierał nauki w Szkole Elementarnej Artylerii a następnie w Szkole Aplikacyjnej Inżynierów. W stopniu podporucznika brał udział w inwazji na Rosję a następnie przydzielony był do Twierdzy Modlin. 
W 1815 dostał przydział do jednostki inżynierów, a po dwóch latach do Dyrekcji Inżynierów w Lublinie. W 1820 przeniesiony został do Warszawy, gdzie był adiutantem budowniczym w komendzie miasta i miał nadzór nad koszarami warszawskimi oraz awansował do stopnia kapitana. W 1828 objął dowodzenie inżynierami w Twierdzy Modlin, Płock i Serock. Odznaczony był Znakiem Honorowym za Długoletnią i Nieskazitelną Służbę.
Brał udział w powstaniu listopadowym i odznaczony był Złotym Krzyżem Orderu Virtuti Militari. W 1831 złożył dymisję będąc w stopniu podpułkownika.
Był sędzią pokoju okręgu siennickiego i w 1840 był zatrudniony w oddziale Towarzystwa Kredytowego Ziemskiego jako kasjer, a w 1850 był radcą dyrekcji szczegółowej w tym Towarzystwie.
Żonaty był z Marią Józefą z d. Przygodzką,  którą miał siedmioro dzieci: Feliks Witold Eustachiusz (1831–pom. 1909–1922), Helena Karolina (1833–1905), Mieczysław Julian (1839–1855), Bolesław Franciszek (1843–1932), Katarzyna Klementyna (ok. 1845–1850), Wacław Józef (1847–1919), Maria Aniela (1848–1917).
Osiadł na roli w Starogrodzie i w 1871 rozpoczął spisywanie wspomnień, które wydał jego syn Wacław – „Z pamiętnika mojego ojca Józefa Karola Horodyńskiego Podpułk. Inżyn. Wojsk Polskich”.
Zmarł w 1871  w Grodnie.